# Чередник, Юрий Константинович
Ю́рий Константи́нович Чередни́к (род. 25 июня 1966, Кишинёв, Молдавская ССР, СССР) — советский и российский волейболист и российский волейбольный тренер, игрок сборных СССР, СНГ и России (1988—1994). Серебряный призёр Олимпийских игр 1988, обладатель Кубка мира 1991, чемпион Европы 1991. Нападающий. Мастер спорта СССР международного класса (1988). Рост 203 см.

## Карьера
Выступал за команды: 1983—1992 — «Автомобилист» (Ленинград/Санкт-Петербург), 1992—1993 — «Чентроматик» (Прато, Италия), 1993—1998 — «Мачерата» (Италия), 1998—1999 — «Болонья» (Италия), 1999—2000 — «Феррара» (Италия), 2000—2002 — «Томей» (Ливорно, Италия), 2002—2003 — «Калепо» (Вибо-Валентия, Италия), 2003—2004 — «Тавьяно» (Италия), 2004—2006 — НОВА (Новокуйбышевск), 2006—2007 — «Спартак» (Санкт-Петербург).
В сборных СССР, СНГ и России в официальных соревнованиях выступал в 1988—1994 годах.

## Тренерская карьера
После окончания игровой карьеры перешёл на тренерскую работу. С ноября 2009 по апрель 2013— главный тренер московского «Динамо», бронзового призёра чемпионата России и финалиста Лиги чемпионов ЕКВ 2010 года. С 2014 по 2018 год был главным тренером красноярского волейбольного клуба «Енисей». С июня по октябрь 2018 года — главный тренер московской женской команды «Динамо». В сезоне 2019/20 возглавлял клуб «Автомобилист» (Санкт-Петербург).
С 2021 года — тренер команды ВК «Зенит» (Санкт-Петербург) по пляжному волейболу

## Достижения
Клубные
«Автомобилист» (Ленинград/Санкт-Петербург):
- Серебряный призёр Чемпионата СССР (1990).
- Трехкратный бронзовый призёр чемпионатов СССР (1987, 1988, 1989). Обладатель * Кубка СССР 1989.
- Чемпион России 1992.
- Двукратный победитель Кубка Европейской конфедерации волейбола (1988, 1989).

«Томей» (Италия)
- Обладатель Кубка Италии 2002.

 В сборной СССР
- Серебряный призёр Олимпийских игр 1988.
- Бронзовый призёр чемпионата мира 1990
- Обладатель Кубка мира 1991
- Чемпион Европы 1991
- Бронзовый призёр Мировой лиги 1991
- Серебряный призёр Игр доброй воли 1990

Индивидуальные достижения
- Лучший игрок чемпионата Италии 1993.

## Источник
- Волейбол: Энциклопедия / Сост. В. Л. Свиридов, О. С. Чехов. — Томск: Компания «Янсон», 2001.